# Institut national de la statistique et des études économiques
Das Institut national de la statistique et des études économiques (Insee; deutsch Nationales Institut für Statistik und Wirtschaftsstudien) ist das französische amtliche Statistische Amt mit Sitz in Montrouge bei Paris. Es ist nicht zu verwechseln mit der gleichnamigen Behörde STATEC aus Luxemburg. Das Insee hat rund 5400 Mitarbeiter. Diese arbeiten in der Generaldirektion am Hauptsitz sowie im lothringischen Metz und in einer Reihe von Regionaldirektionen und weiteren regionalen Zweigstellen. Das Insee hat die Rechtsform einer Direction générale des französischen Finanzministeriums. Sein Generaldirektor ist seit dem Jahr 2012 Jean-Luc Tavernier.

## Aufgaben
Das Institut sammelt und publiziert Informationen über die französische Wirtschaft und Gesellschaft und führt die Volkszählungen in Frankreich durch. Es ermittelt ebenfalls die Inflationsrate und weitere volkswirtschaftliche Indikatoren wie die Entwicklung der Produktionskosten. Darüber hinaus vergibt das Insee einen Gemeindeschlüssel, den Code Insee, der vom postalischen Code abweicht, um die französischen Gemeinden eindeutig identifizieren zu können. Zudem führt die Behörde ein Register sämtlicher in Frankreich geborener oder dort sozialversicherungspflichtiger Personen, das RNIPP (Répertoire national d’identification des personnes physiques), und ist zuständig für die Vergabe und Verwaltung des amtlichen Personenkennzeichens NIR (Numéro d’inscription au répertoire des personnes physiques), in der Öffentlichkeit bekannter als Sozialversicherungsnummer.

## Geschichte

### Ancien Régime
Bereits seit 1539 war in Frankreich die Erfassung aller Geburten, Heiraten und Todesfälle in den Kirchenbüchern vorgeschrieben. In der zweiten Hälfte des 18. Jahrhunderts begann der Finanzminister Ludwigs XV., Joseph Marie Terray, daraus landesweit die entsprechenden demographischen Zahlen zusammenstellen und aufaddieren zu lassen. Dieser ersten landesweiten Statistik zur Bevölkerungsentwicklung folgten wenig später Erhebungen zu den Preisen landwirtschaftlicher und anderer Produkte sowie, von 1775 bis 1786, eine landesweite Aufstellung der Zahlen strafrechtlicher Verurteilungen. Terrays Amtsnachfolger unter König Ludwig XVI., der Schweizer Bankier Jacques Necker, gründete 1788 eine der ersten speziell für statistische Erhebungen zuständigen Einrichtungen, die Balance de commerce. Ihre Aufgabe war das Sammeln volkswirtschaftlicher Informationen.

### Napoleonische Ära
Nach der Französischen Revolution bestand ein erstes Statistikbüro in Frankreich von 1800 bis 1812. Die während des Konsulats von Lucien Bonaparte, Innenminister und Bruder Napoleons, gegründete Einrichtung führte die erste allgemeine Volkszählung 1801 sowie eine Reihe von Untersuchungen in den neugegründeten Départements durch. Diese waren jedoch so uneinheitlich, dass eine Auswertung auf nationaler Ebene unmöglich war.

### Ab 1833:Statistique générale de la France(SGF)
In der Zeit der Restauration stiegen das Interesse an statistischen Erhebungen und die entsprechende Aktivität stark an. 1833 schlug Adolphe Thiers, Handelsminister der Julimonarchie, vor, die bis dahin von unterschiedlichen Regierungsstellen und Ministerien ohne gegenseitige Koordination erhobenen statistischen Daten in einer Dienststelle seines Ministeriums zu sammeln und koordiniert zu veröffentlichen. Die Aufgabe übertrug er einer bereits seit 1827 bestehenden Arbeitsgruppe, dem Deuxième bureau du Conseil Supérieur du Commerce, unter der Leitung von Alexandre Moreau de Jonnès. Die Dienststelle nahm 1840 den Namen Bureau de la statistique générale de la France (SGF) an, den sie von da an ein Jahrhundert lang führte. 1906 wurde sie dem neugegründeten Arbeitsministerium unterstellt und erweiterte die Bereiche ihrer Studien unter anderem auf den Arbeitsmarkt, Lohn- und Gehaltsstrukturen, Verbraucherverhalten und Einzelhandelspreise. Von 1930 bis 1936 war die SGF direkt dem Ministerpräsidenten unterstellt; 1936 wurde sie dem Wirtschaftsministerium unterstellt. Parallel zur SGF waren zudem im Laufe der Zeit statistische Dienste in anderen Behörden entstanden. Bei Ausbruch des Zweiten Weltkriegs waren die Aufgaben der SGF
- die Durchführung aller großen statistischen Untersuchungen, die nicht bestimmten Abteilungen von Ministerien oblagen, insbesondere die Volkszählungen,
- die Veröffentlichung der Zivilstands-Statistiken,
- die Beobachtung der Preise und das Führen von Kennzahlen für Preise und Industrieproduktion,
- die Koordination aller behördlichen Tätigkeiten im Bereich Statistik,
- die Analyse dieser Tätigkeiten,
- die Verbreitung von Statistiken jedweder Herkunft sowie der Ergebnisse ihrer eigenen Arbeiten durch die Periodika Annuaire statistique (seit 1878) und Bulletin de la statistique générale de la France (seit 1911) und in anderen Werken.[9]

### Ab 1941:Service national des statistiques(SNS)

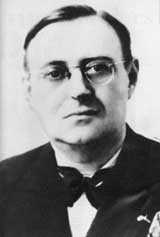
René Carmillle

Für ihre umfangreichen Aufgaben verfügte die SGF nur über bescheidene Mittel; insbesondere hatte sie nur 150 Mitarbeiter. 1941 wurde sie vom Vichy-Regime mit dem 1937 gegründeten Service d’observation économique, dem Institut de conjoncture (gegründet 1938) und dem Service de la démographie, der nach der Niederlage gegen Deutschland 1940 aus den Rekrutierungsbüros des Militärs hervorgegangen war, zum Service national des statistiques (SNS) verschmolzen. Im Gegensatz zur Vorgängerorganisation SGF verfügte der SNS über umfangreiche personelle Ressourcen sowie über moderne mechanische Rechenmaschinen, die in großem Umfang – insbesondere zur Erfassung von Personendaten zwecks einer verdeckten, von Deutschland unbemerkten Wehrerfassung – vom Gründer des SNS, den Armeeoffizier René Carmille, vorangetrieben wurde. Als Mitglied der Résistance wurde Carmille 1944 verhaftet und nach Verhaftung in Lyon und Folter durch Klaus Barbie ins Konzentrationslager Dachau verschleppt, wo er Anfang 1945 ums Leben kam.

### Seit 1946: Insee
Per Gesetz vom 27. April 1946 wurde durch die Fusion des SNS mit den Diensten für Wirtschaftsstudien und Dokumentation des Wirtschaftsministeriums und unter dem Dach desselben das Insee geschaffen; sein erster Generaldirektor wurde Francis Louis Closon. Im August desselben Jahres wurde dem Institut auch die Verwaltung der Wählerverzeichnisse überantwortet.
In der unmittelbaren Nachkriegszeit war das Hauptaugenmerk auf die Wiedererrichtung der Industrieproduktion gerichtet. Zudem wurde das neu aus den Vereinigten Staaten übernommene Instrument der Umfrage für wirtschaftliche und soziale Erhebungen eingesetzt, etwa für die ersten Untersuchungen zu Kaufkraft der Familien, Wohnungssituation, öffentlicher Gesundheit und Gehaltskosten. Ebenso begann zu dieser Zeit die Auswertung von Quellen, die nicht in erster Linie statistischen Zwecken dienten, so Steuerformulare für Gehälter und Betriebsergebnisse oder auch zur Beschäftigung von Menschen mit Behinderungen. In den 1960er Jahren übernahm das Insee auch bedeutende buchhalterische Aufgaben für die stark dirigistische, planwirtschaftliche Züge aufweisenden französische Industriepolitik.
In den 1970er Jahren erweiterte sich die Tätigkeit des Instituts stetig; insbesondere wurden immer mehr und vielfältigere Erhebungen zu Privathaushalten und Unternehmen durchgeführt.
Entscheidende gesetzliche Weichenstellungen für die Arbeit des Insee im Computerzeitalter waren das Gesetz vom 6. Januar 1978 zu Informatik, Dateien und Freiheiten, das grundsätzliche Datenschutzprinzipien gesetzlich verankerte und entsprechende Instanzen schuf, sowie das Gesetz vom 23. Dezember 1986, das dem Insee weitreichenden Zugriff auf Behördendaten zu statistischen Zwecken gewährt. Solche Daten wurden auch immer stärker vom Institut genutzt.
Nachdem Analysten der Statistikbehörden mehrerer Länder, darunter auch des Insee, die Schwere und Dauer der Rezession von 1992–1993 deutlich unterschätzt hatten, wurden Unzulänglichkeiten der Methodik in der Datenanalyse für Konjunktur und Arbeitsmarktstatistik offenbar, die maßgebliche Anpassungen erforderten. Weiterhin waren die 1990er Jahre geprägt von einer stärkeren Beschäftigung mit dem europäischen Kontext, etwa im Hinblick auf die Vergleichbarkeit der Daten zwischen den verschiedenen EU-Mitgliedsländern. Im Zuge der europäischen Kooperation der Statistikbehörden wurde das Insee auch in osteuropäischen Ländern wie Polen, Rumänien, Russland und Albanien tätig, insbesondere im Bereich fiskalischer und volkswirtschaftlicher Fragen. Gleichzeitig wurde die Kooperation mit Subsahara-Afrika intensiviert, insbesondere durch die 1993 vertraglich vereinbarte Gründung der Organisation Afristat zur Stärkung der Kapazitäten der Länder dieser Zone im Bereich der Wirtschaftsanalyse und -statistik.
Seit dem Beginn des 21. Jahrhunderts ist Insee bestrebt, statistische Erhebungen, wo möglich, durch die Auswertung behördlicher Datenbestände zu ersetzen, sowohl um den Aufwand für die Befragten zu verringern als auch zur Kostenersparnis. Bezüglich der Verbreitung seiner Ergebnisse führte das Institut seit 2003 das Prinzip des gebührenfreien Zugangs auf seine Daten über das Internet ein und vervielfachte seither die Menge der dort öffentlich zugänglichen Daten.

### Hauptsitze des Insee im Lauf seines Bestehens
Nachdem bereits 1975 der Hauptsitz des Insee vom Quai Branly am linken Seineufer in Paris in ein im Jahr zuvor errichtetes Gebäude an der Porte de Vanves auf dem Stadtgebiet von Malakoff verlegt worden war, zog das Institut 2017 bis 2018 aus dem baufällig gewordenen Gebäude in Malakoff erneut um, und zwar in einen knapp zwei Kilometer vom bisherigen Sitz entfernten Neubau in Montrouge.